# رجفة الخوف
رجفة الخوف هي سلسلة روايات تنتمي إلى أدب الرعب والمغامرة والغموض والماورائيات، قام بترجمتها الدكتور أحمد خالد توفيق عن كاتبها الأصلي م د سبنسر مؤلف سلسلة ( شيفرز) المكونة من 36 رواية رعب للأطفال ما بين 8 و 14 سنة.

## ملخص رواية ليلة الفتى الكبش
أطفئوا الأنوار يا سكان المخيم ..! تًرى هل هذه مجرد تمثيلية يمر بها ناتانييل، أم إنه يلعب في الحقيقة دور طعام الكبش القادم ؟ كان مجرد صبى سعيدًا بالذهاب إلى معسكر ( سبوتلايت ) ، حيث التمثيل هو كل شئ . لكنه في الليل لم يستطع أن يشكك في قصة الفتى الكبش التي يحكيها المشرفون . نصف رجل نصف كبش .. وأسنان كاملة تلتهم كل شئ .. لنكن واقعيين .. لا شئ يخيف في الحقيقة .. أم إن هذا خطأ ؟